# ویندی سانتیکا آیساه
ویندی سانتیکا آیساه (انگلیسی: Windy Cantika Aisah; ۱۱ ژوئن ۲۰۰۲) وزنه‌بردار زن اهل اندونزی است.
وی در مسابقات کشوری و بین‌المللی در مجموع برندهٔ ۲ مدال طلا، ۱ مدال نقره و ۱ مدال برنز شده‌است.